# Ophthalmis leucisca
Ophthalmis leucisca là một loài bướm đêm trong họ Noctuidae.